# Wilhelm Backhaus

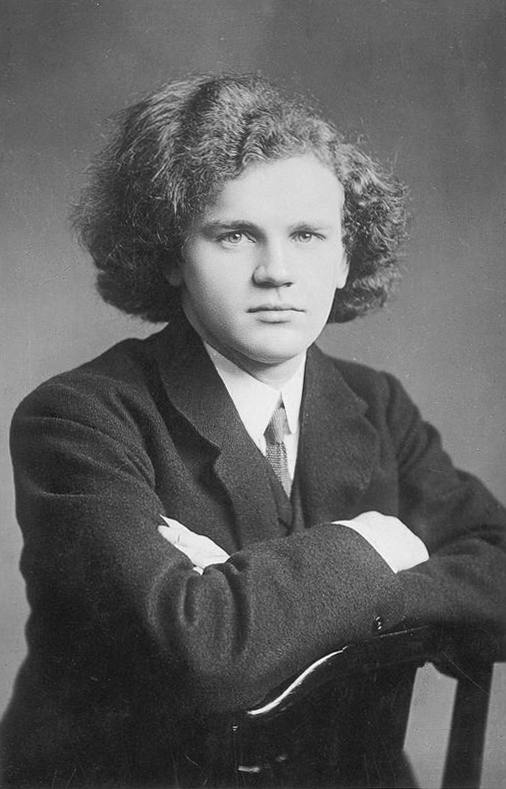
Wilhelm Backhaus, 1907

Wilhelm Backhaus (n. 26 martie 1884, Leipzig, Imperiul German – d. 5 iulie 1969, Villach, Carintia, Austria) a fost un pianist german naturalizat elvețian.
Backhaus a studiat pianul cu Alois Reckendorf între anii 1891 - 1899 la conservatorul din Leipzig. În 1899 a luat câteva lecții de pian de la Eugen d'Albert în Frankfurt am Main. Primul turneu de concerte l-a făcut la vârsta de 16 ani în anul 1900. În anul 1905 a câștigat premiul Rubinstein, Bela Bartok obținând locul al doilea. Pe tot parcursul vieții a susținut o mulțime de turnee grele - în 1921 a dat 17 concerte la Buenos Aires în mai puțin de trei săptămâni. În 1930 s-a mutat la Lugano și a primit cetățenia elvețiană. A murit la Villach în Austria unde trebuia să susțină un concert.
Wilhelm Backhaus a fost recunoscut în mod deosebit ca interpret al lui Beethoven și al lui Johannes Brahms. A fost de asemenea foarte apreciat ca interpret de muzică de cameră. Mulți critici l-au văzut pe Backhaus ca unul dintre primii interpreți moderni ai pianului, având o interpretare curată și echilibrată. În ciuda gândirii sale analitice, interpretarea sa este plină de sensibilitate.
Fiind unul dintre primii pianiști care au înregistrat, Wilhelm Backhaus a avut o lungă carieră ca interpret concertist atât pe scenă cât și în studioul de înregistrări. El a fost primul pianist care a înregistrat integral studiile de Chopin, în 1927; înregistrare considerată încă una dintre cele mai reușite. A înregistrat o mare parte din creația lui Mozart, Johannes Brahms dar mai ales Beethoven. Remarcabilă este înregistrarea valsurilor op.39 de J.Brahms. Integrala sonatelor de Beethoven, realizată în anii '60, dezvăluie o tehnică dezarmantă pentru un om trecut de 70 de ani. Cele două concerte de Brahms au fost înregistrate în aceeași perioadă. În privința muzicii de cameră de remarcat sunt sonatele pentru violoncel și pian de J.Brahms înregistrate împreună cu Pierre Fournier.